# ホシノカケラ
『ホシノカケラ』は、稲葉なおとの小説。作家デビュー20周年記念の長編小説として2019年4月8日に講談社から単行本が刊行された。
重要な登場人物である、バンドのカリスマミュージシャン・香田起伸が岡山県津山市出身であり、著者の稲葉なおとも津山市に縁のある作家として、津山市では独自の帯を作製するなど、全国に話題が広がった。

## あらすじ
日本有数の人気ロックバンドのカリスマミュージシャン・香田起伸が初めて挑んだソロツアー。その舞台裏には、ライブを成功に導くため、ミリ単位の舞台設営に命を懸ける男によって下された無理難題を次々とこなしていく脇役たちのドラマがあった――。香田が抱えるソロ活動への不安、緊張の連続を乗り越えながら香田を支えるために奮闘する男たちの葛藤を描いた物語。

## 主な登場人物等

### 舞台設営スタッフ
千葉 和哉（ちば かずや）
東京リギング所属。リギングチームのチーフ。2004年時点で26歳。帝国工業大学建築学科卒。
学生時代からのデラノの大ファン。ファンミーティングで香田起伸の言葉を受けて大手建設会社の内定を蹴り、小規模イベント制作会社に就職することを決意。学歴コンプレックスのある父親からこの判断を猛反対される。ファンミーティングでデラノのメンバーとともに撮影した記念写真のカラーコピーを財布に入れている。
大澤 宏一郎（おおさわ こういちろう）
舞台監督。元バンドマン。1964年生まれで2004年時点で39歳。高卒でプロを目指してバンド活動を継続しつつ、ステージ設営のバイト時代に、当時の舞台監督･土屋勝に中途採用を勧められ、土屋勝のいる設営会社の東京リギングに就職。やがて舞台監督として独立し、香田起伸ソロツアーでは舞台監督として香田を支える。
土屋 勝（つちや まさる）
大道具の親方。元舞台監督。舞台監督を辞めてから自分の大道具の会社を立ち上げた。丸刈りに団子ッ鼻。豪放磊落な人物。
外川 由介（とがわ ゆうすけ）
ステージプランナー。自分の目にかなったスタッフだけを集めたロックコンサートステージ制作の精鋭集団「外川組」を仕切る。「外川組」は舞台監督、大道具、照明、音響、特殊効果、特殊映像、リギングはチームごとに別の会社。1990年頃からデラノのステージに携わり長年サポートしている。
モデルは実在するステージプランナーの市川訓由。市川訓由の書籍「TRUCKING STARFISH」が巻末に唯一の参考文献として掲載
檜山 恭一（ひやま　きょういち）
東京リギング所属。リギングチームのサブチーフ。2004年時点で21歳。千葉和哉の部下。
木村 強（きむら つよし）
サブ舞台監督。大澤の部下。
佐竹（さたけ）
照明チームのチーフ。”熟睡御礼”などプリントされたメッセージTシャツを着ている。
三井（みつい）
特殊映像チームのチーフ。
小金井文夫（こがねい　ふみお）
東京リギング所属。制作管理部長。2004年時点で39歳。大澤と同期入社。千葉和哉の上司。

### ロックバンド「デラノ」
CDのセールスにおいて数々の記録を樹立し、一度に十万人を超える観客を集めることも可能な集客力を持ちライブチケットが入手困難といわれる人気ロックバンド。メジャーバンドの一員として注目を集めていたギタリスト･楠木友也が新たなバンドを作ろうと、大学卒業後、ミュージシャンを目指していた香田起伸のデモテープが楠木友也の耳の留まり、その声とパフォーマンスに惚れ込み、香田が紹介したドラマーと、楠木がセッションを通じて知り合ったベーシストで1988年に結成した。英語表記は「DELANO」。
モデルはB'zといわれる。
香田 起伸（こうだ きしん）
バンド「デラノ」のヴォーカリスト。1964年生まれであり、2004年時点で39歳。岡山県津山市出身。国立大・帝国工業大学の建築学科卒業。
歌のうまさ、ルックスのよさ、作詞・作曲の能力、ステージ映えがする魅力を持つヴォーカリスト。
モデルは稲葉浩志といわれる。
楠木 友也（くすのき ともや）
バンド「デラノ」のリーダーであり、ギタリスト。
モデルは松本孝弘といわれる。
白井 良樹（しらい よしき）
制作チーム。制作に関わる全ての進行と予算編成を担当。
加山 晃一（かやま　こういち）
デラノ所属事務所の社長。

### その他
コウダ洋菓子店
岡山県津山市にある香田の実家で香田の親が経営する店。連日にわたってデラノのファンが国内外から集まっている。
2004年の香田起伸ソロツアーが終わって2日後に千葉和哉はコウダ洋菓子店を訪れ、香田起伸の父親に「凱旋ライブがあれば自分が知らせる」と約束。
モデルは稲葉浩志の実家の店といわれるが、店の形態は小説のような洋菓子店ではなく化粧品店（イナバ化粧品店）である。
長野アリーナ
香田起伸の初ソロライブツアーをスタートさせた会場。
モデルは長野市オリンピック記念アリーナ エムウェーブ。2004年に開催された稲葉浩志の初ソロツアー「Inaba Koshi LIVE 2004 〜en〜」は、7月16日にこの会場からスタートした。
津山文化センター
岡山県津山市にある名建築の公共施設。実在する施設。